# 馬斯喀特省
馬斯喀特省是阿曼蘇丹國的一個省，阿曼首都馬斯喀特市即位於本省。馬斯喀特省位於阿曼東北部，瀕臨阿拉伯海和阿曼灣。阿曼國內第一座郵輪、貨櫃和油輪碼頭座落馬斯喀特省內。截至2016年5月，本省人口約2,395,412，大部份居於首府马斯喀特市內。

## 州
馬斯喀特省下分為六個州：
- 阿姆拉特（阿拉伯语：‎）
- 包舍尔（阿拉伯语：‎）
- 马斯喀特（舊城區）（阿拉伯语：‎）
- 马特拉赫（阿拉伯语：‎）
- 古赖亚特（阿拉伯语：‎）
- 锡卜（阿拉伯语：‎）